# Kaspar Dietlof von Winterfeld
Kasper Dietlof von Winterfeld (* um 1672 auf Gut Kutzerow (heute:Uckerland); † 12. Januar 1725 in Pillau) war ein königlich-preußischer Oberst und Chef des Garnisonsbataillons Nr. 2.

## Familie
Seine Eltern sind Adam Valentin von Winterfeld († 20. Mai 1677) und Elisabeth Charlotte von Hacke. Er ist ein älterer Bruder des Generalmajors Georg Levin von Winterfeld.

## Leben
Im Jahr 1687 trat er in Brandenburger Dienste und kam zum Infanterie-Regiment Nr. 2. Sein Bataillon nahm ab 1691 am Pfälzischen Erbfolgekrieg teil. Er wurde im April 1694 Fähnrich, kämpfte bei Huy und 1695 bei der Einnahme von Namur. Im Mai 1696 wurde er Seconde-Leutnant. 1697 wurde das Regiment von Flandern nach Memel zurück verlegt. Im Jahr 1701 war er als dritter Leutnant und stand weiter mit dem ersten Bataillon in Memel.
Am 31. Mai 1703 wurde er Hauptmann. Das Regiment musste zwei Kompanien abgeben und zwei neue werben und auch Winterfeld erhielt eine eigene Kompanie. Diese kam unter Winterfeld zum zweiten Bataillon, das nun in den Spanischen Erbfolgekrieg verwickelt wurde. Das Zweite wurde Ende Mai 1705 nach Frankfurt an der Oder verlegt und kam zur Armee unter Georg Abraham von Arnim zur Belagerung von Hagenau. 1706 war es in der Mark und 1707 gehörte er zur Armee unter Philipp Karl von Wylich und Lottum in den Niederlanden. So findet es sich 1708 in der Schlacht bei Oudenaarde und der Belagerung von Lille, 1709 bei der Belagerung von Tournay und in der Schlacht bei Malplaquet. Am 16. März 1709 wurde Winterfeld zum Major befördert. 1710 war er bei der Belagerung von Douai und dem Gefecht von Lüttich dabei.
1711 marschierte das Bataillon in der Armee von Marlborough und baute am 11. August das Lager von Avesne le Sec. Die daraufhin eingeschlossene Festung Bouchain kapitulierte am 15. September. Mit dem Frieden wurde es nach Preußen zurückbeordert. Es kam im Oktober zunächst nach Prenzlau und im Winter 1711/1712 nach Stargard und Pyritz. Danach marschierte es nach Berlin. Am 2. Mai 1713 paradierte es bei der Beerdigung von Friedrich I. Das Bataillon kam danach wieder nach Preußen und Ende August 1714 wurde es mit dem ersten Bataillon in Memel wieder vereinigt.
Am 6. September kam der König zur Inspektion und zeigte sich zufrieden. Aus diesem Anlass wurde einige Offiziere außer der Reihe befördert, so wurde von Winterfeld am 7. September 1714 Oberstleutnant. Während des Pommernfeldzuges 1715/1716 wurde das Regiment im Februar 1715 nach Stettin befohlen. Am 14. Juli 1715 erreichte es Stralsund. Das erste Bataillon wurde dann zur Eroberung von Rügen abkommandiert. Am 22. Dezember 1715 kapitulierte die Festung Stralsund. Das Regiment kehrte über Kolberg zurück nach Preußen. 1718 wurde das Stabsquartier nach Rastenburg verlegt und im Juni 1721 nach Königsberg in Preußen. Am 6. Dezember 1722 wurde Winterfeld Oberst und Kommandant von Pillau, sowie Chef des dortigen Garnisonsbataillons Nr. 2. Er starb dort am 12. Januar 1725 unverheiratet. Zeit seines Lebens hatte er sich nicht für sein Gut Kutzerow interessiert und schon vorher alle Rechte an seine Brüder abgegeben.